# 城野宏
城野 宏（じょうの ひろし、1913年8月31日 - 1985年12月21日）は、敗戦後中国共産党と戦い禁錮刑を受けた陸軍軍人で、のち評論家。

## 経歴
長崎県西山町生まれ。東京府立四中、第八高等学校卒、1938年東京帝国大学法学部政治学科卒業、野村合名会社調査部に入社、同年徴兵され中国へ渡る。41年陸軍中尉、第１軍参謀部。河本大作の知遇を得て、山西省政府顧問補佐官となる。1945年の日本の敗戦後も、祖国復興・山西独立を掲げ、山西の独裁者閻錫山と手を結び、李誠の名で毛沢東が率いる中国人民解放軍と戦う。49年捕虜となり禁錮18年の刑を受ける（中国山西省日本軍残留問題、撫順戦犯管理所）。
1964年解放され帰国。67年『山西独立戦記』を刊行。69年城野経済研究所を設立。70年日本教育文化協会理事長、産業新潮社会長。75年スポーツ会館理事長。体験と中国古典をもとにビジネス書、自己啓発書を多く執筆し、城野が証言として使った「三光作戦」「燼滅作戦」等の用語は本多勝一、平岡正明、藤原彰が描く中国での日本軍による残虐行為のネタ元となった。中国帰還者連絡会。

## 著書
- 『山西独立戦記』雪華社 1967
- 『人民公社の形成 その実態的研究』しなの出版 1968
- 『中国の発想』潮新書 1968　のち啓明書房
- 『日本から見た中国-中国から見た日本』しなの出版 1968
- 『現代中国における人間形成』しなの出版 1969
- 『春秋の策士 謀略の時代』広済堂出版 1970
- 『情勢判断学』潮出版社 1972
- 『情報幻像 事実とイメージの間』第三文明社 1973
- 『第三の経済学 「経済学」の崩壊と新生』産業新潮社 1973
- 『性と権力の書古事記』オリエント書房 1974
- 『日本経済の構造 衰亡か?繁栄か?』産業新潮社 1975
- 『脳力開発のすすめ 誰でも素晴らしい頭になれる』永田書房 1977
- 『祖国復興に戦った男たち 終戦後、四年間も中国で戦った日本人の記録』おりじん書房 1978　のち不昧堂出版
- 『中国学原理』原書房 1978
- 『これからの日本 城野宏対談集』わたつみ出版 1979
- 『情況判断の行動学 行きづまり打開の「脳力」開発法』PHP研究所 1979
- 『中国を見抜く法 こうして日本と中国を知りつくす』情報センター出版局 Century press 1979
- 『転機の行動学』PHP研究所 1980
- 『近代化中国は生まれるのか 日中問題からの読み方』ビジネス社 1981
- 『経済情勢判断学』講談社 1981　のち啓明書房
- 『挑戦の行動学 これが現状打破の戦略戦術だ! 脳力関発実践講座』PHP研究所 1981　のち啓明書房
- 『日本的常識の診断学 福祉と公害、防衛、実力主義、教育の荒廃のウソとマコト』日新報道 1981　のち啓明書房
- 『城野宏画集 光と影の世界』国際文化交流協会 1982
- 『古事記と人間 脳力開発による歴史の解明』PHP研究所 1983　のち啓明書房
- 『護身道 脳力開発の武道』竹井出版 1983
- 『情勢判断の方法 「情報」をどう読み、どう見抜くか 脳力を開発して、核心を衝け!』PHP研究所 1983　のち啓明書房
- 『脳力開発のすすめ 誰でも素晴らしい頭になれる』PHP研究所 1983　のち啓明書房
- 『三国志の人間学 脳力開発実践講座』竹井出版 1984　のち致知出版社
- 『城野宏の戦略三国志 戦略行動のためのテキスト』西順一郎編 ソーテック社 1984-85
- 『人類に食糧危機はない 脳力開発と農業』竹井出版 1984
- 『帰郷 城野宏歌集』城野利江 1985
- 『諸葛孔明の戦略と戦術 三国志にみる人の読み方・使い方』永岡書店 1985
- 『城野宏の戦略人間学 東西古今の名将に見る』西順一郎編 ソーテック社 1985
- 『東西古今人間学 成功と失敗の戦略と戦術』竹井出版 1985　のち不昧堂出版
- 『謀略の人間学』竹井出版 1985　のち不昧堂出版
- 『城野宏の戦略行動学 そのとき日本人はどうしたか』ソーテック社 1986
- 『ひとすじに 城野宏作品集』城野利江 1986
- 『城野宏の情勢判断学 活きた人間活動の事実をとらえる』ソーテック社 1987
- 『城野宏論文集』全35巻 情勢判断学研究所 1988-91
- 『日本人の組織的行動学 戦後中国で日本のために戦った男たち』原書房 1991

### 共著
- 平野耕一郎共著『農業観念の根本転換 世界を変える農業工学』 永田書房 1977
- 古海忠之 対談『獄中の人間学』竹井出版 1982、致知出版社 2004

## 論文
- Cinii

## 注
1. ↑  『山西独立戦記』
2. ↑  情勢判断学会